# Vasubandhu

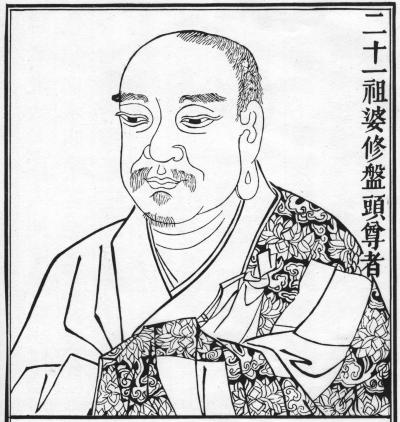
Vasubandhu

Vasubandhu (tib.: dbyig gnyen; 4. Jahrhundert) war der buddhistischen Mahayana-Tradition zufolge zusammen mit seinem älteren Halbbruder Asanga einer der Gründer der Yogachara-Schule buddhistischer Philosophie. Vasubandhu gilt als einer der einflussreichsten Persönlichkeiten des Mahayana überhaupt. Er gilt als 2. Patriarch der Jōdo-Shinshū und 21. Patriarch des Zen. Gemäß der Überlieferung soll er 500 Werke in der Hinayana- und 500 Werke in der Mahayana-Tradition verfasst haben. 47 Werke Vasubandhus sind bekannt, davon 9 in Sanskrit, 27 Übersetzungen ins Chinesische und 33 ins Tibetische.

## Historische Quellen
Von Paramartha (499–569), einem der bedeutendsten Vertreter der Yogachara in China (Südliche und Nördliche Dynastien), stammt das Posou pandoufa shijuan, die umfassendste Biografie zum Leben Vasubandhus. Des Weiteren bietet das Xiyuji des Xuanzang wichtige Informationen. Die Biografien Paramarthas und Xuanzangs enthalten jedoch unterschiedliche Angaben bezüglich der Zeiten und Orte der historischen Begebenheiten im Leben Vasubandhus. Weitere Angaben enthalten Schriften der tibetischen Historiker Butön und Taranatha (1575–1634), deren Angaben sich aber wiederum von denen Paramarthas und Xuanzangs unterscheiden.

## Leben
Den tibetischen Historikern Taranatha und Butön zufolge kam der jüngere Halbbruder Asangas Vasubandhu ein Jahr nach der Geburt des Ersteren in Gandhara zur Welt. Seine Mutter war nach Posou pandou fashi zhuan Virinci, wohingegen Taranatha und Butön Prasannashila als Mutter des Vasubandhu angeben. Der Vater Vasubandhus war nach Taranatha und Butön ein Brahmane, im Unterschied zum Vater Asangas, der ein Kshatriya war. Noch während seiner Jugend wurde Vasubandhu wahrscheinlich in der Nyaya- sowie in der Vaisheshika-Philosophie unterrichtet, da die philosophischen Systeme dieser Schulen Einfluss auf sein späteres Werk hatten.
Zur Zeit Vasubandhus war die vorherrschende philosophische Schule in Gandhara die der Sarvastivadin (auch: Vaibhashika). In seiner Heimatstadt Purusapura, dem heutigen Peschawar, waren die Sautrantikas im Gegensatz zum damaligen Hauptzentrum der Sarvastivadin in Kaschmir, sehr wahrscheinlich ebenfalls stark vertreten, da Purusapura auch Geburtsort des Dharmatrata (2. Jahrhundert) war. Vasubandhu wurde allerdings Mönch im Orden der Sarvastivadin.
Paramartha zufolge schrieb Vasubandhu das Abhidharmakosha in Ayodhya, während nach Xuanzang das Abhidharmakosha in den Vorstädten von Purusapura geschrieben wurde. Das Abhidharmakosha (Schatz des Abhidharma) besteht aus über sechshundert Versen (karikas), die eine Zusammenfassung der gesamten Philosophie der Sarvastivadin darstellen und gilt als umfangreichstes Werk des Vasubandhu.
In der Zeit nach der Fertigstellung des Abhidharmakosha folgten für Vasubandhu ein paar Jahre des Wanderns. Auch verbrachte er einige Zeit in Shakala, dem heutigen Sialkot. Mit seinen Lehrern Buddhamitra und Manoratha soll Vasubandhu danach nach Ayodhya gelangt sein. Zu dieser Zeit hatte sein älterer Halbbruder Asanga bereits das umfangreiche Yogacharabhumi erstellt. Vasubandhu schien allerdings zunächst wenig davon beeindruckt und meinte Butön zufolge, es sei so schwierig und belastend, dass es nur von einem Elefanten getragen werden könne. Nach einem Treffen mit seinem Bruder änderte er allerdings seine Meinung, und nachdem er sich damit beschäftigt hatte, hielt er es für besonders wichtig, das Shatasahasrikaprajnaparamitasutra zu studieren. Seine Kommentare zum Akshayamatinirdeshasutra und zum Dashabhumika gelten als erste Schriften des Vasubandhu zum Mahayana.
Posou pandou fashi zhuan zufolge wurde Vasubandhu erst nach dem Tode Asangas ein Autor des Mahayana, wohingegen nach Xuanzang Vasubandhu vor Asanga gestorben ist.

## Historische Probleme
Eine Theorie, die u. a. von Erich Frauwallner (1898–1974) entwickelt wurde, besagt, dass Vasubandhu auch zwei bzw. drei Personen gewesen sein könnten. Das Abhidharmakosha wäre demnach vom 1. Vasubandhu geschrieben worden, der 2. Vasubandhu gälte als Halbbruder Asangas sowie als Zeitgenosse des Chandragupta I. und Samudragupta, während der 3. Vasubandhu das Abhidharmakoshabhasya (eine Kritik des Abhidharmakosha) in Ayodhya geschrieben hätte und Zeitgenosse des Darasena I. von Valabhi war.